# Koraljna stijena
Koraljna stijena je vrsta stijene nastale naslagivanjem u slojevima uginulih koraljnih algi.
Svijetle je boje kao alge, što je čini poželjnim ukrasom za akvarije.
Budući da je nastala od mrtvih organizama, sadrži hranjive tvari i kalcijev karbonat, što je dalo mogućnost da se ovu stijenu rabi i u građevinama.

## Vanjske poveznice
- (engl.) Coralline and Coralline Rock  Arhivirana inačica izvorne stranice od 22. studenoga 2005. (Wayback Machine)
- (engl.) Personal Image Gallery